# 美國駐阿聯大使館
美國駐阿聯酋大使馆（英語：Embassy of the United States, Abu Dhabi）是美國駐阿聯阿布達比的外交使團。小約翰·拉科爾塔是現任美國駐阿拉伯聯合大公國大使。使馆建筑於2004年竣工，建築師是霍克。迪拜還有一個美國總領事館。